# Chiesa della Beata Vergine Immacolata di Lourdes
La chiesa della Beata Vergine Immacolata di Lourdes, anche nota come santuario di Montericco, è la parrocchiale di Montericco, frazione del comune italiano di Albinea in provincia di Reggio Emilia. Appartiene al vicariato della Valle del Secchia nella diocesi di Reggio Emilia-Guastalla. Il primo luogo di culto risale all'XI secolo, venne ricostruito nel XIII secolo e il santuario che ci è pervenuto risale al XIX secolo.

## Storia

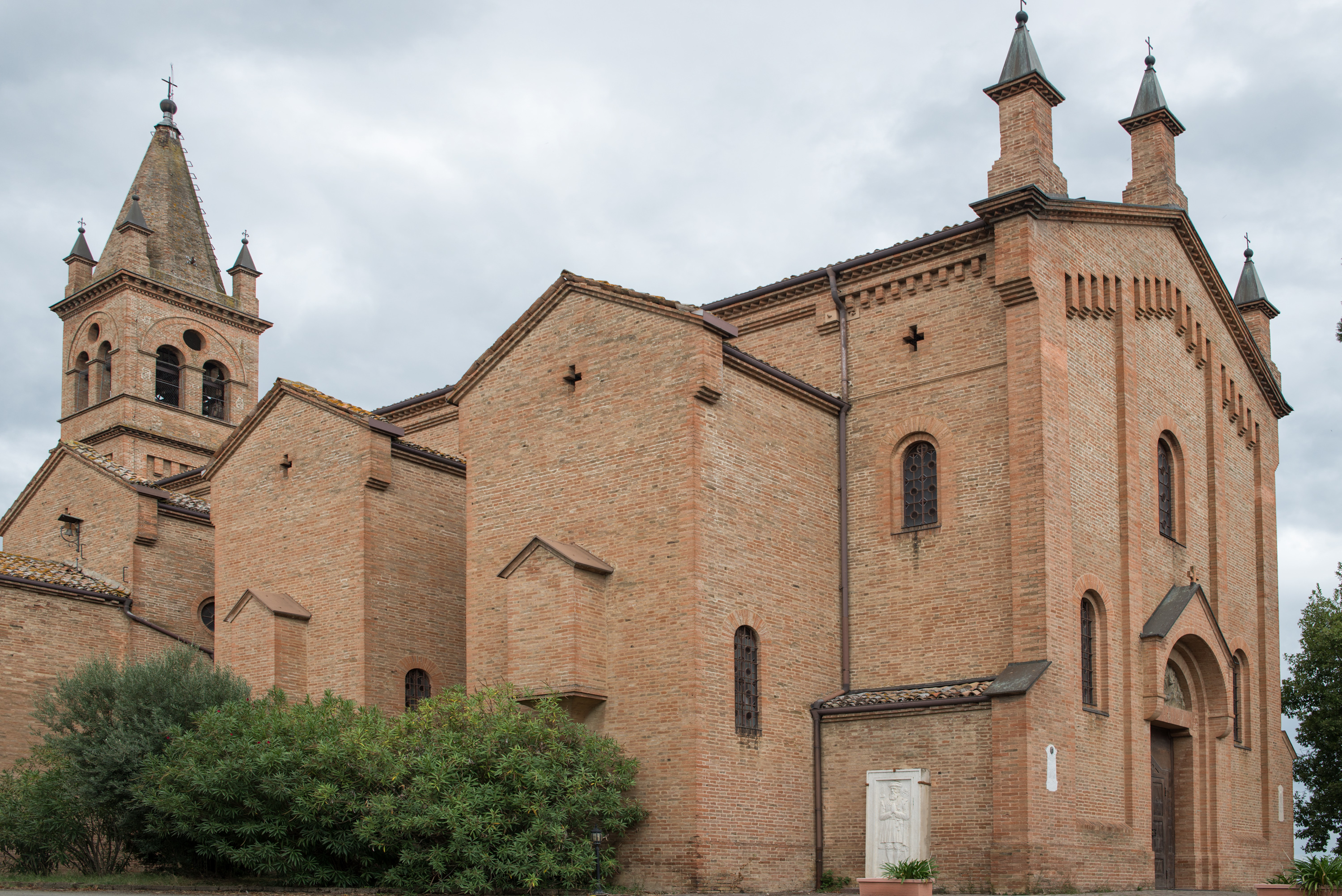
Chiesa della Beata Vergine Immacolata di Lourdes

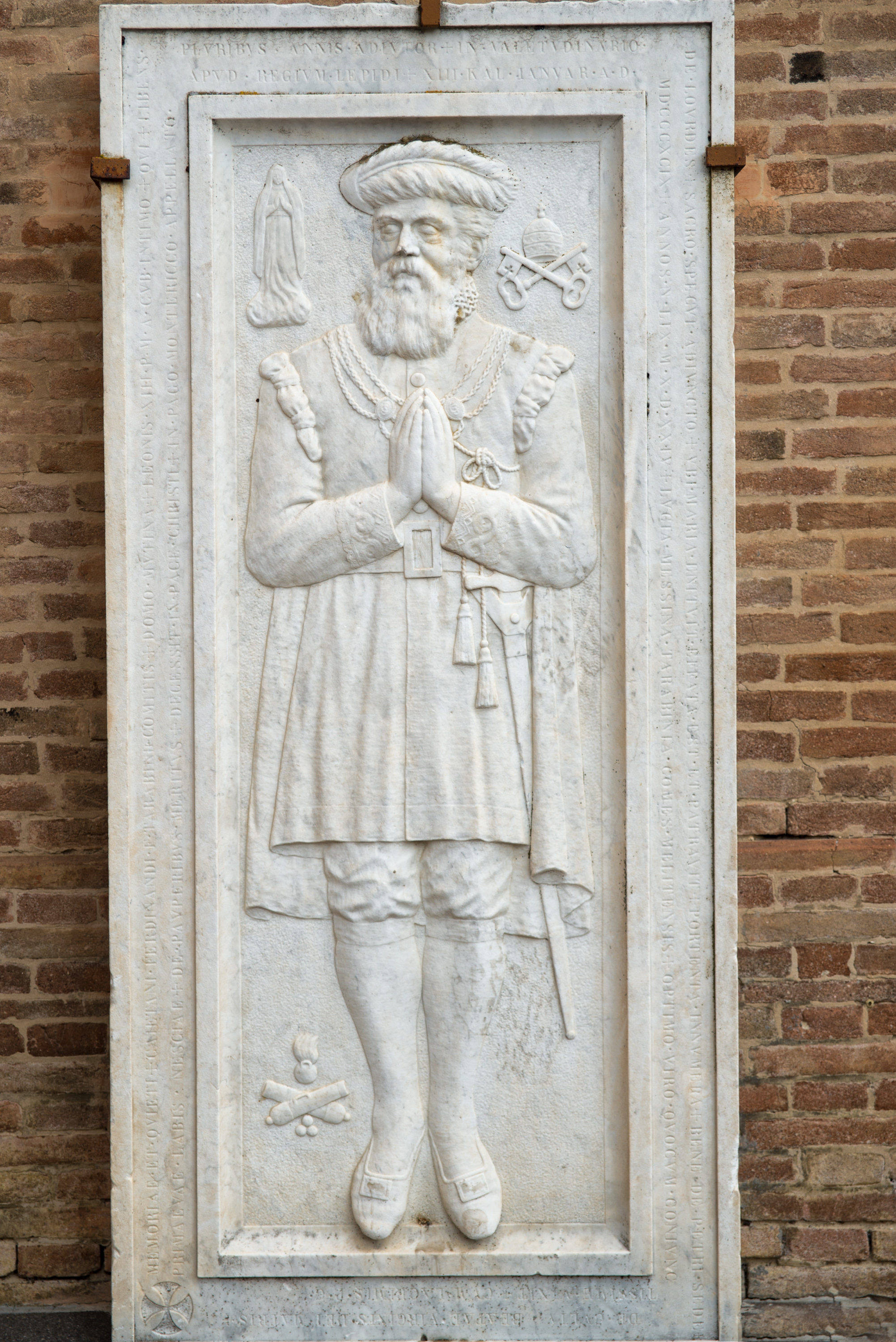
Lapide posta all'esterno della chiesa, sul lato a sinistra subito di fianco alla facciata

Il primo luogo di culto sul sito della pieve che ci è pervenuta risale al 1000 ed è legato ai benedettini di San Prospero ed è probabile risalisse al periodo dei Franchi e dei Longobardi. Ad un certo punto, attorno al XIII secolo, venne citata come chiesa di San Martino di Bazzano dipendente della pieve di Albinea. Attorno al 1570 la giurisdizione ecclesiastica mutò e il luogo di culto iniziò a cadere in uno stato di abbandono. All'inizio del XIX secolo si cominciò a rendere necessaria l'edificazione di una nuova chiesa perché la più vicina di allora, la chiesa di Santa Maria dell'Oliveto, si stava dimostrando non più adeguata alle necessità dei fedeli. L'attesa durò a lungo anche a causa della difficoltà di raccogliere i fondi necessari e delle sopraggiunte grandi novità in campo politico legate alle guerre d'indipendenza italiane. La situazione si sbloccò solo quando il parroco del tempo, Domenico Castellini, venne aiutato dal conte Gaetano Castellani Tarabini di Carpi, già volontario barelliere e accompagnatore di ammalati al Santuario di Nostra Signora di Lourdes. Quest'ultimo incaricò Carlo Barbieri di Modena di stendere il progetto per un nuovo santuario dedicato alla Vergine di Lourdes. La prima pietra fu posta nel 1896 e la nuova chiesa venne eretta in stile neogotico. Il conte Tarabini prima di morire fece arrivare da Carrara l'altare in marmo disegnato da Barbieri e acquistò anche la statua raffigurante la Nostra Signora di Lourdes che poi venne inserita nella grotta. La solenne consacrazione venne celebrata il 23 Aprile 1899 alla presenza del vescovo Vincenzo Manicardi e questo la rese la prima chiesa in Italia dedicata alla Madonna di Lourdes. Il cantiere venne definitivamente chiuso nel 1910, quando vennero ultimati la torre campanaria e la canonica. Verso la fine del XX secolo fu necessario un suo restauro conservativo e nello stesso momento venne realizzato il necessario adeguamento liturgico. Altri interventi sono stati programmati poi per un rinforzamento statico della parete esterna ad ovest.

## Descrizione

### Esterni
La chiesa si trova nell'abitato di Montericco, frazione che si trova a sud est di Albinea in provincia di Reggio Emilia. La facciata a capanna in stile neogotico è rifinita in cotto a vista ed è caratterizzata da lesene che la ripartiscono verticalmente in tre parti. In quella centrale è posto il portale architravato sormontato da una finestra a lunetta cieca con la scultura a rilievo raffigurante Nostra Signora di Lourdes, protetto dal timpano leggermente sporgente retto da mensole e sormontato in asse dalla grande finestra a monofora che porta luce alla sala. Nei due settori laterali si trovano altre due finestre a monofora di minori dimensioni. La torre campanaria si alza in posizione arretrata sulla sinistra, accanto all'abside. La copertura del tetto è in coppi di laterizio.

### Interni
La sala ha una sola navata ampliata da quattro cappelle laterali. La copertura e con volta a botte. Nella parte absidale è posta la riproduzione della grotta di Lourdes leggermente rialzata rispetto alla sala. I necessari interventi per l'adeguamento liturgico dettati dal Concilio Vaticano II sono stati ultimati nel 1998, durante gli ultimi interventi strutturali.